# Pont de Chancy
Der Pont de Chancy (deutsch: «Chancybrücke»), auch Pont de Pougny genannt, ist eine Strassenbrücke über die Rhone zwischen dem Schweizer Kanton Genf und dem französischen Departement Ain. Das Bauwerk ist die am weitesten im Westen liegende Brücke der Schweiz.

## Lage
Die Brücke überquert zwischen der Genfer Gemeinde Chancy und der französischen Ortschaft Pougny die Rhone und in der Flussmitte auch die Grenze zwischen Frankreich und der Schweiz. Auf der Schweizer Seite führt die Hauptstrasse 103, die in Genf beginnt, bis zum Flussübergang; 400 Meter bevor sie die Rhonebrücke erreicht, überquert die Hauptstrasse bei Chancy den Fluss Laire.
Auf der französischen Seite der Rhone führt die Departementsstrasse 984b bei Pougny zur Brücke. Nahe bei der Rhonebrücke liegt der französische Bahnhof Pougny an der Bahnstrecke Genf–Lyon.
Die linksufrige Flusslandschaft bei Chancy mit dem Schweizer Brückenkopf liegt im Landschaftsschutzgebiet Rhône genevois – Vallons de l’Allondon et de la Laire, das zu den Naturgebieten von nationaler Bedeutung gehört.

## Geschichte
Auf dem Gebiet von Chancy befinden sich über dem Flusstal der Rhone Überreste einer römischen Befestigungsanlage. Ob sie zu einem möglicherweise in der Antike bestehenden Flussübergang gehörten, ist nicht gesichert.
Der Flussübergang über die Rhone bei Chancy besteht seit dem Mittelalter. An dieser Stelle überquerte die alte Landstrasse von Genf zum Juraquertal Défilé de l’Écluse und nach Lyon den Fluss. Zeitweise führte nur eine Fähre über die Rhone; von 1424 bis 1589 verband eine Brücke die beiden Ufer, dann wurde diese wiederum durch eine Fähre abgelöst. Eine neue Rhonebrücke bei Chancy und Pougny entstand 1874; die Konstruktion wurde durch Stahlträger gebildet, die auf Jochen aus betongefüllten, in den Flussboden gerammten Stahlrohren ruhten.
Wegen eines Erdrutsches am französischen Ufer der Rhone um 1900 veränderte sich die Form des Flussbetts, was zur Deformation der Brückenkonstruktion führte. Darauf entstand im Jahr 1907 etwas mehr als 100 Meter unterhalb der alten Brücke die heute bestehende Stahlfachwerkbrücke. Die Widerlager und die beiden Flusspfeiler wurden von der Baufirma Conradin Zschokke in Aarau errichtet, die Stahlkonstruktion der Brücke in der Form von drei Halbparabelträgern von der Stahlbaufirma Wartmann & Vallette in Brugg.

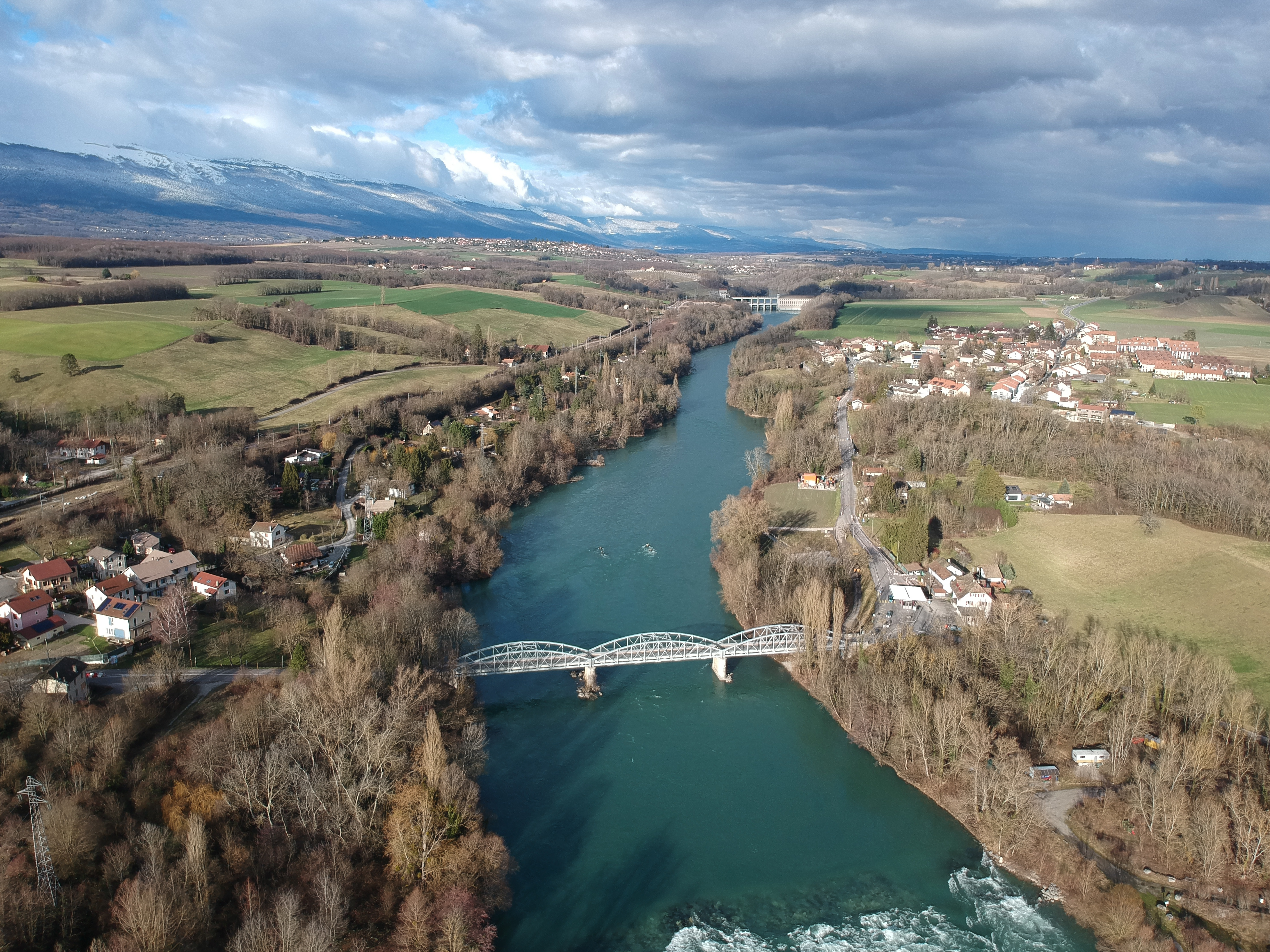
Die Rhonebrücke, flussaufwärts gesehen

Bis zum Bau der Autobahn A1 in der Schweiz und der französischen Autoroute A 40 ab den 1970er Jahren, die den Verkehr von Genf nach Frankreich übernahmen, diente die Strasse über die Chancybrücke als eine Hauptverkehrsachse für den motorisierten Verkehr von der Schweiz in das französische Rhonetal. Bei der Brücke steht eine Zollstation.